# Кашина Нуова (Монца и Бријанца)
Кашина Нуова је насеље у Италији у округу Монца и Бријанца, региону Ломбардија.
Према процени из 2011. у насељу је живело 907 становника. Насеље се налази на надморској висини од 232 м.